# Niafles
Niafles là một xã thuộc tỉnh Mayenne trong vùng Pays de la Loire tây bắc nước Pháp. Xã này nằm ở khu vực có độ cao từ 37-89 mét trên mực nước biển.
Thị trấn có dân số 295 người (thời điểm năm 2006.